# Hotbar
Hotbar是一個由Hotbar.com, Inc.製作的軟體，被指會對使用者的電腦造成不良影響。

## 聲稱的功能
它聲稱是一個微軟Internet Explorer、Outlook及Outlook Express的插件，在這些軟件的畫面上新增一條工具列，亦可為這些軟件改變皮膚、及提借表情符號圖案、100張桌面牆紙及電子賀卡以供使用，與及提供即時的天氣、搜索、黃頁以及更多。
Hotbar聲稱可以透過控制台中的添加/刪除程序“方便地刪除”這些功能，也不會泄漏使用者的私隱。

## 影響
Hotbar是一個廣告軟體，因為它經常透過使用彈出式視窗來顯示廣告訊息。它亦是一個間諜軟體，會監察用戶瀏覽的網頁。Hotbar還會悄悄地連接軟體的伺服器，並下載執行程序來安裝，而用戶全不知情。事實上，上述這些行為都有在Hotbar安裝前的使用協議裡透露。
此外，Hotbar會將位址欄和瀏覽器中的搜尋器默認指向它的搜尋引擎。

## 支援性
Hotbar完全不兼容Internet Explorer 7之後的所有版本。

## 反安裝
使用者可以通過在控制台中的添加/刪除程序來刪除，但它留下的一些檔案必須手動刪除。刪除程序後，使用者需要透過註冊表編輯器，刪除一些機碼。
使用者也可以通過防毒軟件刪除Hotbar，例如Microsoft Defender、SpyBot和Norton Antivirus。但是，有些工具不能夠刪除Windows註冊表中的機碼。部份軟件是專門用作刪除Hotbar的。

## 參看
- 廣告軟件
- 間諜軟件
- 電腦病毒

## 外部連結
- More information about Hotbar on Doxdesk.com（页面存档备份，存于）
- Information on how to remove Hotbar
- Official site of Hotbar